# Typodryas callichromoides
Typodryas callichromoides là một loài bọ cánh cứng trong họ Cerambycidae.